# University of Ottawa
University of Ottawa (uOttawa eller U of O) (fransk: Université d'Ottawa) er et canadisk universitet, der er beliggende i hovedstaden Ottawa. Det har omkring 40.000 indskrevne studerende.
Universitetet blev grundlagt i 1848 som College of Bytown og er dermed et af de ældste i landet.